# Adelövs landskommun
Adelövs landskommun var tidigare en kommun i Jönköpings län.

## Administrativ historik
När 1862 års kommunalförordningar trädde i kraft den 1 januari 1863 inrättades i Sverige cirka 2 400 landskommuner samt 89 städer och ett mindre antal köpingar.
Då inrättades i Adelövs socken i Norra Vedbo härad i Småland denna kommun.
Vid kommunreformen 1952 uppgick denna landskommun i Linderås landskommun.
1967 uppgick sedan denna kommunen i Tranås stad som 1971 ombildades till Tranås kommun.

## Politik

### Mandatfördelning i Adelövs landskommun 1938-1946
| 5 | 6 | 5 | 4 |

| 20 |

| 3 | 7 | 7 | 3 |

| 20 |

| 4 | 8 | 5 | 3 |

| 19 |